# La parete
La parete (titolo originale Die Wand) è un romanzo della scrittrice austriaca Marlen Haushofer. 
Pubblicato nel 1963, ottiene lo stesso anno il premio Arthur-Schnitzler, ma solo con la sua ristampa, nel 1983, verrà scoperto dal pubblico, sull'onda dei nuovi movimenti ambientalisti e del femminismo. Nel 2012 il regista austriaco Julian Pölsler, basandosi sul libro, realizzerà un film dall'omonimo titolo.

## Trama
Il romanzo è narrato in prima persona dalla protagonista, una quarantenne vedova da due anni, di cui si ignora il nome. La donna viene invitata dalla cugina Luise e da suo marito Hugo a trascorrere tre giorni presso il loro chalet di caccia, sulle montagne austriache. La mattina successiva al loro arrivo, però, si accorge di aver dormito sola nello chalet, poiché la coppia, uscita per una passeggiata in paese, non ha più fatto ritorno. Quando la donna decide di lasciare il rifugio e incamminarsi alla loro ricerca, in compagnia del cane di questi, rimasto in casa con lei, lungo il tragitto fa una sconcertante scoperta: intorno all'abitazione si è formato un muro invisibile che le impedisce di proseguire.
Con il trascorrere del tempo prende coscienza che il muro è insormontabile e che le persone che si intravedono al di là di questa barriera invisibile sono tutte morte. Inizia così una lunga convivenza con sé stessa e con alcuni compagni di sventura: il cane degli amici di nome Lince, una gatta con i suoi gattini, una mucca che chiamerà Bella e il vitellino Toro. Grazie alla cronaca che la protagonista sta scrivendo per mantenere la memoria degli eventi, assistiamo ai suoi sforzi per sopravvivere, al trascorrere delle stagioni, alla scoperta di una natura dura ma piena di meraviglie, alla solitudine, al rapporto di complicità con i suoi animali, al mistero della parete.
Un giorno, di ritorno da un'escursione la protagonista si imbatte in un uomo che uccide con una scure il vitello Toro e il cane Lince che tenta di fermarlo. A sua volta la donna ucciderà l'uomo con il suo fucile.

## Origine
La composizione del romanzo inizia nel 1960, poco dopo che Haushofer e la sua famiglia cambiano casa: da un'abitazione borghese, stretta e poco riscaldata, ubicata sopra una macelleria nel centro della città di Steyer, a una bifamiliare nel quartiere di Tabor.
Il titolo iniziale del romanzo, La parete di vetro (Die gläserne Wand), viene sostituito da quello definitivo nel corso della stesura. Inizialmente il racconto è narrato in terza persona da una donna di nome Isa, accompagnata da un cane chiamato Max; nell'edizione definitiva la donna verrà privata del nome, e quello del cane cambierà in Lince.
Il modello da cui Haushofer trarrà ispirazione per la tenuta di caccia è il rifugio Lacken situato a Molln, in Alta Austria, vicino alla città di Linz, un tempo rifugio per guardaboschi e locatari, dove la scrittrice soleva trascorrere l'estate con il padre. La malga in cui nel libro la scrittrice si trasferisce con gli animali in estate, è presumibilmente la malga Haiden. Anche gli animali, presenti nel romanzo, si riferiscono a modelli reali.
Una presenza importante all'interno del romanzo è costituita dalla descrizione di piante e animali, ossia da una competenza scientifica che si ritiene le sia stata trasmessa dal fratello, studente di scienze ambientali.

## Temi principali e interpretazioni
Il romanzo si interroga su questioni esistenziali comuni a tutto il genere umano: la morte e il costante dubbio che oltre la "parete" ci possa essere qualche forma di vita o solo la morte.
Il modo di vivere della protagonista, isolato e solipsistico, è stato anche interpretato come una critica radicale alla società del tempo, a favore di un ritorno alla natura, a uno stile di vita libero da ogni vincolo ai beni materiali. In questa condizione non solo sarebbe possibile la sopravvivenza, ma anche una sorta di "purificazione" dalla corruzione del mondo moderno.
Inizialmente, alla sconcertante scoperta della parete invisibile, la narratrice non si rende conto in quale misura questa nuova prigione influenzerà la sua vita futura. Un episodio significativo è quello dell'incontro con una mucca, la prima forma di vita che incontra, e che, come lei, condividerà lo stato di reclusione causato dalla presenza della parete. La parete costringe la narratrice a fare i conti con le proprie paure e timori, con la solitudine e la sempre più crescente consapevolezza che non potrà mai più fuggire da se stessa. Questa nuova vita rappresenta per la protagonista una grande sfida, in primo luogo con se stessa. Nella sua vita precedente, la narratrice era una semplice casalinga e madre. Ora si ritrova catapultata in una nuova dimensione, nella quale le sue giornate sono dedicate in gran parte all'agricoltura e all'allevamento, attività completamente estranee al suo modo di vivere "borghese". In questo contesto, gli animali giocano un ruolo importante. Per la protagonista, gli animali selvatici rappresentano da un lato minaccia, timore, ma dall'altro sono una fonte fondamentale di approvvigionamento. Gli animali domestici, quali il cane Lince e la mucca Bella, sono invece un rifugio sicuro, dove consolarsi di fronte alla solitudine che caratterizza la sua nuova vita.
La protagonista vive sentimenti mutevoli: la speranza di essere salvata è per lo più sopraffatta dalla disillusione che ciò possa accadere. Per questo motivo cerca di soffocare i suoi pensieri e le sue fantasie, dedicandosi al lavoro.
Roland Heger sostiene che il motivo centrale del romanzo, la parete, funga da protezione per la protagonista, che ha così l'opportunità di cambiare e di ripensare alle proprie priorità. 
Katrina Komm descrive il romanzo come un "romanzo di formazione" del ventesimo secolo, che esplora il processo di maturazione della protagonista sotto una luce prettamente psicologica, piuttosto che storico-sociale. 
Mara Stuhlfauth e Hans Wiegel hanno ricondotto alcuni aspetti di questo racconto al genere della "robinsonata" (robinsonade): come nel celebre romanzo di Defoe, la protagonista è una persona obbligata a trascorrere la sua vita in uno spazio circoscritto, mettendo alla prova le sue abilità e le tecniche di sopravvivenza.
Hans Weigel mette in luce l'estrema profondità e la capacità della scrittrice di dare ai lettori un'immagine originale e onorevole della condizione umana.
Daniela Stringl accosta il romanzo di Haushofer a quello di Thomas Bernhard Frost, pubblicato nello stesso anno: in entrambe le opere sarebbe presente la critica allo sviluppo e all'ottimismo economico, e al consumismo che il miracolo economico ha portato con sé.
Edwin Hartl e Sabine Seidel identificano il romanzo come un racconto nostalgico della convivenza armonica di persone e animali, in una cornice di natura incontaminata e non corrotta dalla modernità. Entrambi giudicano il romanzo un'utopia della letteratura moderna.
Hartmuth Bohme individua fra le tematiche attraversate dal romanzo quella dell'apocalisse. Il significato letterale di questo termine come rivelazione, giocherebbe un ruolo fondamentale nello svolgimento del romanzo. La situazione di precarietà ed eccezionalità nella quale la protagonista si trova catapultata, svela ed evidenzia la capacità del singolo di agire nella società, liberando capacità nascoste. Si tratta di una riscoperta della verità, di una verità impetuosa, "apocalittica", violenta, capace di sovvertire i rigidi ruoli sociali e la disciplina comuni e di liberare gli estremi dei sentimenti umani: odio, rabbia, sentimento di vendetta e al contempo i gesti più affettuosi d'amore.
Dorothea Zeemann definisce quest'opera un "libro senza Dio". A suo parere la scrittrice renderebbe omaggio nel suo racconto ad una sorta di fatalismo cattolico, senza però dare la possibilità di redenzione alla protagonista, impegnata in una battaglia per la sopravvivenza. La protagonista impronterebbe tutte le proprie azioni su un obbligo morale: ogni trascuratezza avrebbe significato la fine del "suo mondo".
Il motivo della parete compare anche nel romanzo autobiografico Un cielo senza fine (Himmel, der nirgenwo endet), in cui la scrittrice narra della sua infanzia. La parete, in questo romanzo, diventa metafora della solitudine del genere umano, prigioniero della propria individualità.

## Edizione italiana
- Marlen Haushofer, La parete, traduzione dal tedesco di Ingrid Harbeck, Roma, E/O, 1992, ISBN 88-7641-137-2.

### Film
Tra il 2010 e il 2011 il regista austriaco Julian Pölsler ha realizzato la trasposizione cinematografica del romanzo, mantenendone il titolo. Il ruolo principale è stato assegnato a Martina Gedeck, nota per aver recitato nel film La banda Baader Meinhof. Il film è stato presentato al festival di Berlino del 2012.